# بندرعباس
بَندَرعَبّاس مرکز استان هرمزگان و شهرستان بندرعباس در جنوب ایران است. بندرعباس کلان‌شهری بر کرانه‌های خلیج‌فارس است و بندر شهید رجایی که در نزدیکی این شهر قرار دارد، بزرگ‌ترین بندر تجاری ایران است. از نام‌های پیشین این شهر، بندر گمبرون بوده که با لشکرکشی شاه عباس بزرگ و بیرون راندن پرتغالی‌ها از ایران، به بندرعباس تغییرنام یافت. بندرعباس از دیرباز مرکز تجارت و بازرگانی بوده‌است. این شهر سرشار از جاذبه‌های طبیعی، تاریخی و فرهنگی است و اهمیت بسیاری برای اقتصاد ایران دارد. گردشگری، منابع عظیم نفت‌وگاز، نیروگاه‌ها و پالایشگاه‌ها، کارخانه‌های فولاد و سیمان، پرورش آبزیان با آب دریا، صیادی آبزیان و مروارید، مجتمع‌های کشتی‌سازی و ذوب آلومینیوم، ترابری کالا، سرمایه و افراد در اشکال مختلفی، ازجمله ترابری دریایی و ترابری ریلی، بندرعباس را به یک منطقه ویژه اقتصادی در حوزه‌های انرژی، معدنی، فلزی، کشتی‌سازی، ترابری، واردات و صادرات تبدیل کرده‌است.
مجتمع بندری شهید رجایی و بندر شهید باهنر به‌عنوان نقطه اتکای اقتصاد ایران در جهت جابه‌جایی کالا و نیز وجود کارخانه‌های پرشمار و بزرگ صنعتی؛ بندرعباس را به شهری مهم در زمینهٔ بازرگانی و صنعت کشور همچنین منطقه مبدل کرده است.

## نام
بندرعباس همیشه بندر بوده است و از این رو نام‌های مختلف آن همگی نمودی از این کارکرد بوده‌اند. رایج‌ترین نام سابقش گمبرون است. دربارهٔ معنای این نام، فرهنگ لغت اصطلاحات هند و انگلیس هنری یول، دو ریشه‌شناسی ارائه شده است. اولین مورد از ریشهٔ گمرک (که از کومرکیون در یونانی و کومرکیوم در لاتین به معنای «تجارت» آمده) است. دومین ریشه‌شناسی که یول خودش آن را محتمل‌تر می‌دانست، از کلمهٔ فارسی «کمروون» به معنای «میگو» (در پرتغالی: camarão) است. نام کنونی بندرعباس، به افتخار شاه عباس بزرگ (سلطنت: ۱۵۸۸–۱۶۲۹ م) بر این بندر نهاده شده است. «بندرعباس» ندرتاً با املای متفاوت «بندرعباسی» نیز نوشته شده است.

## پیشینه تاریخی

### تاریخ پیش از اسلام
قدیمی‌ترین گزارش بندرعباس در زمان داریوش بزرگ (بین سالهای ۵۲۲ تا ۴۸۶ پ. م) است. سیلاکوس، فرمانده داریوش، از بندرعباس به سوی هند و دریای سرخ سفر کرد. در زمان حمله اسکندر مقدونی به شاهنشاهی هخامنشی، بندرعباس به نام «هورمیرزاد» شناخته می‌شد.

### دوره پرتغالی‌ها
در سده شانزدهم، بندرعباس در نزد ایرانیان به نام «گمبرون» شناخته می‌شد. در سال ۱۵۶۵، یک دریانورد اروپایی آن را "Bamdel Gombruc" (یعنی "بندر گومروک" یا "بندر گمرک") نامید و این نام را به‌عنوان نام فارسی نامید. بندرعباس در سال ۱۵۱۴ توسط پرتغالی‌ها فتح شد و مکان مهمی برای محافظت از بازرگانی آن‌ها در خلیج‌فارس و هند بود. آنها نام این شهر را به‌دلیل وجود خرچنگ در سواحل آن، کومورائو گذاشتند.

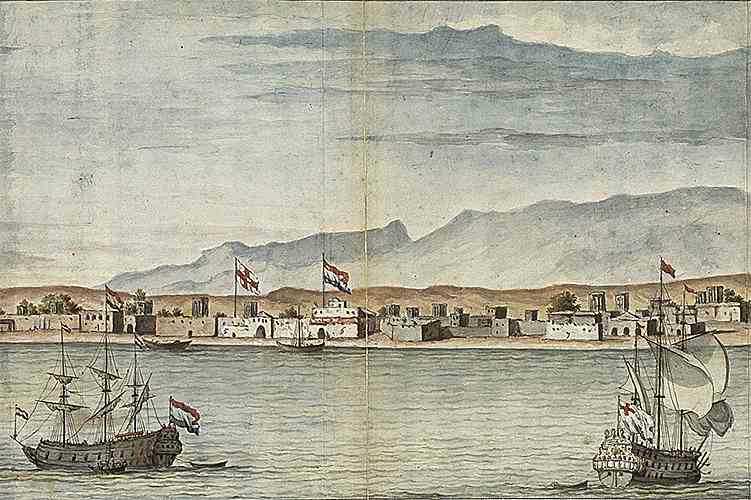
تجارتخانه‌های انگلیسی و هلندی در بندرعباس در سال ۱۷۰۴ میلادی

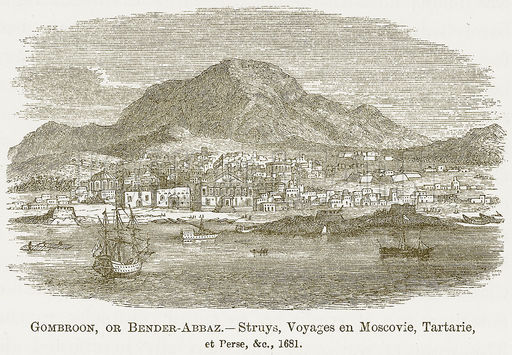
"گومبرون، یا بندرعباس"، تصویری از ۱۸۶۲ میلادی

در سال ۱۶۱۴، کومورائو توسط شاه عباس بزرگ از پرتغالی‌ها پس گرفته شد و به "بندر عباس" تغییر نام داد. شاه عباس با حمایت نیروی دریایی پادشاهی بریتانیا، شهر را (که در دنیای انگلیسی‌زبان به نام "Gombraun" شناخته می‌شود) به یک بندر بزرگ تبدیل کرد. تا سال ۱۶۲۲، نام‌های پرتغالی و انگلیسی رسماً با هم ترکیب شده و «Combrù» یا «Combu» را تشکیل دادند، اگرچه ساکنان هنوز آن را بندرعباس می‌نامیدند. سر توماس هربرت گفت که نام رسمی انگلیسی ""Gumbrown"" است، اما [gŏmrōōn] تلفظ می‌شود. او در سال ۱۶۳۰ نوشت که "بعضی (اما من آنها را تائید نمی‌کنم) آن را "Gamrou"، برخی دیگر "Gomrow"" و برخی دیگر "Cummeroon"" می‌نویسند." در دهه ۱۶۷۰، این شهر به نام "گامرون" شناخته می‌شد.
در سال ۱۶۲۲ میلادی، شاه عباس با کمک نیروهای انگلیسی و فرمانده ایرانی امامقلی خان، نیروهای پرتغالی را شکست داد. به مناسبت این پیروزی گمبرون به بندرعباس تغییر نام داد. در تقسیم‌بندی کنونی بندرعباس در استان هرمزگان و یکی از مهم‌ترین مراکز استراتژیک و تجاری در مجاورت خلیج فارس و دریای عمان قرار دارد.

### دوره انگلیسی و هلندی
در سال ۱۶۲۵، یک ناوگان ترکیبی انگلیسی و هلندی به پرتغالی‌ها در بندرعباس حمله کرد و کنترل پست‌های تجاری را به دست گرفت. به زودی، کمپانی هند شرقی هلند از همتای انگلیسی خود پیشی گرفت و در نهایت، از سال ۱۶۵۴ تا سال ۱۷۶۵ کنترل کامل تجارت محلی ادویه و ابریشم را در دست داشت.

### دوره عمانی‌ها
بین سالهای ۱۷۹۴ تا ۱۸۶۸، بندرعباس از طریق قرارداد اجاره با ایران تحت کنترل سلطنت عمان و زنگبار بود. ظاهراً جزئیات قرارداد اصلی بین نسخه عربی و فارسی متفاوت بود. عمانی‌ها گستره ساحلی حدود ۱۰۰ مایلی از سدیج تا بندر خمیر و حدود ۳۰ مایل در عمق هرمزگان تا شَمیل را تحت کنترل داشتند. آنها همچنین جزایر هرمز و قشم را تحت کنترل داشتند. در سال ۱۸۲۳، ایرانی‌ها تلاش کردند عمانی‌ها را بیرون کنند، اما سلطان با رشوه‌گیری و خراج به والی شیراز توانست بندر را حفظ کند. در سال‌های ۱۸۴۵–۱۸۴۶، ارتشی به سرپرستی فرماندار کل فارس بندر را تهدید به اخاذی کرد، در حالی که ارتش دیگری به فرمانروای کرمان، میناب را محاصره کرد. عمانی‌ها ایران را تهدید به محاصره کردند، اما مقیم بریتانیا در بوشهر آنها را متقاعد کرد که عقب‌نشینی کنند.
ایرانیان در سال ۱۸۵۴، زمانی که سلطان در زنگبار بود، شهر را بازپس گرفتند. تحت فشار بریتانیا پس از جنگ ایران و انگلیس در سال ۱۸۵۶، ایران قرارداد اجاره عمان را با شرایط مساعد تمدید کرد. در قرارداد جدید تعیین شد که منطقه استیجاری متعلق به ایالت فارس بوده و پرچم ایران بر فراز بندرعباس به اهتزاز در خواهد آمد. نرخ اجاره نیز افزایش یافت. تحت فشار بریتانیا، قرارداد در سال ۱۸۶۸ تمدید شد، اما با نرخ اجاره بالاتر و برای مدت کوتاه‌تر. دو ماه پس از تمدید، اجاره نامه توسط دولت ایران با استناد به بندی که اجازه فسخ آن را در صورت سرنگونی سلطان عمان می‌داد، لغو شد.

### تاریخ معاصر
زمین لرزه‌ای در ژوئیه ۱۹۰۲ به بخش‌هایی از شهر ازجمله خانه فرماندار و اداره گمرک و اطراف جزیره قشم آسیب رساند.
بندرعباس به عنوان یک نقطه اصلی کشتیرانی، عمدتاً برای واردات، و دارای سابقه طولانی بازرگانی با هند، به ویژه بندر سورات است. سالانه هزاران گردشگر از این شهر و جزایر مجاور ازجمله قشم و جزیره هرمز بازدید می‌کنند.
بندرعباس در سال ۱۳۳۴ قبل از برنامه‌ریزی اولیه برای توسعه آن به عنوان یک بندر بزرگ یک بندر کوچک ماهیگیری با حدود ۱۷۰۰۰ نفر بود. تا سال ۱۳۸۰، این شهر به یک شهر بزرگ تبدیل شد. جمعیت کنونی آن بر اساس سرشماری سال نود و پنج، ۵۲۶٬۵۹۹ نفر است.

## شهرهای خواهر خوانده
کره جنوبی،بندر بوسان

## جغرافیا

### موقعیت
شهر بندرعباس که در جنوب استان هرمزگان واقع شده از شمال به ارتفاعات و کوه‌ها و از جنوب به دریا منتهی می‌شود؛ بنابراین شیب عمومی شهر در راستای شمال به جنوب است. بخش بزرگ و چشمگیری از شهر ازجمله محله سورو در جنوب‌غربی شهر و جنوب خیابان امام خمینی حد فاصل خور نایبند (شیلات) و خورگورسوزان و جنوب محله نخل ناخدا دارای سطحی هموار بوده و از ارتفاعی بین ۰٫۶ متر تا حداکثر ۵ از سطح دریا برخوردار است.
نزدیک‌ترین شهر به بندرعباس، شهر قشم (مرکز جزیره قشم) با حدود ۲۸ کیلومتر و فاصله بندرعباس تا تهران ۱۲۸۱ کیلومتر است.

### مناطق شهری
شهر بندرعباس از ۴ منطقه و ۱۲ناحیه شهرداری تشکیل شده است:

#### منطقه ۱ (منطقه شرقی)
از میدان دفاع مقدس تا پل رسالت و شامل محله‌هایی همچون شهرک نبوت، شهرک طلاییه، شهرک الهیه جنوبی، گلشهر شمالی شهرک الهیه شمالی، شهرک سجادیه، شهرک توحید (شهرک‌شغو قدیم)، پایگاه هوایی شهید عبدالکریمی ،شهرک گاز (فجر)، داماهی، شهرک انصارالمهدی، گلشهر جنوبی، گلشهر شمالی، محله نخل ناخدا، قریشی‌ها، کوی خلیج‌فارس، زعفرانیه

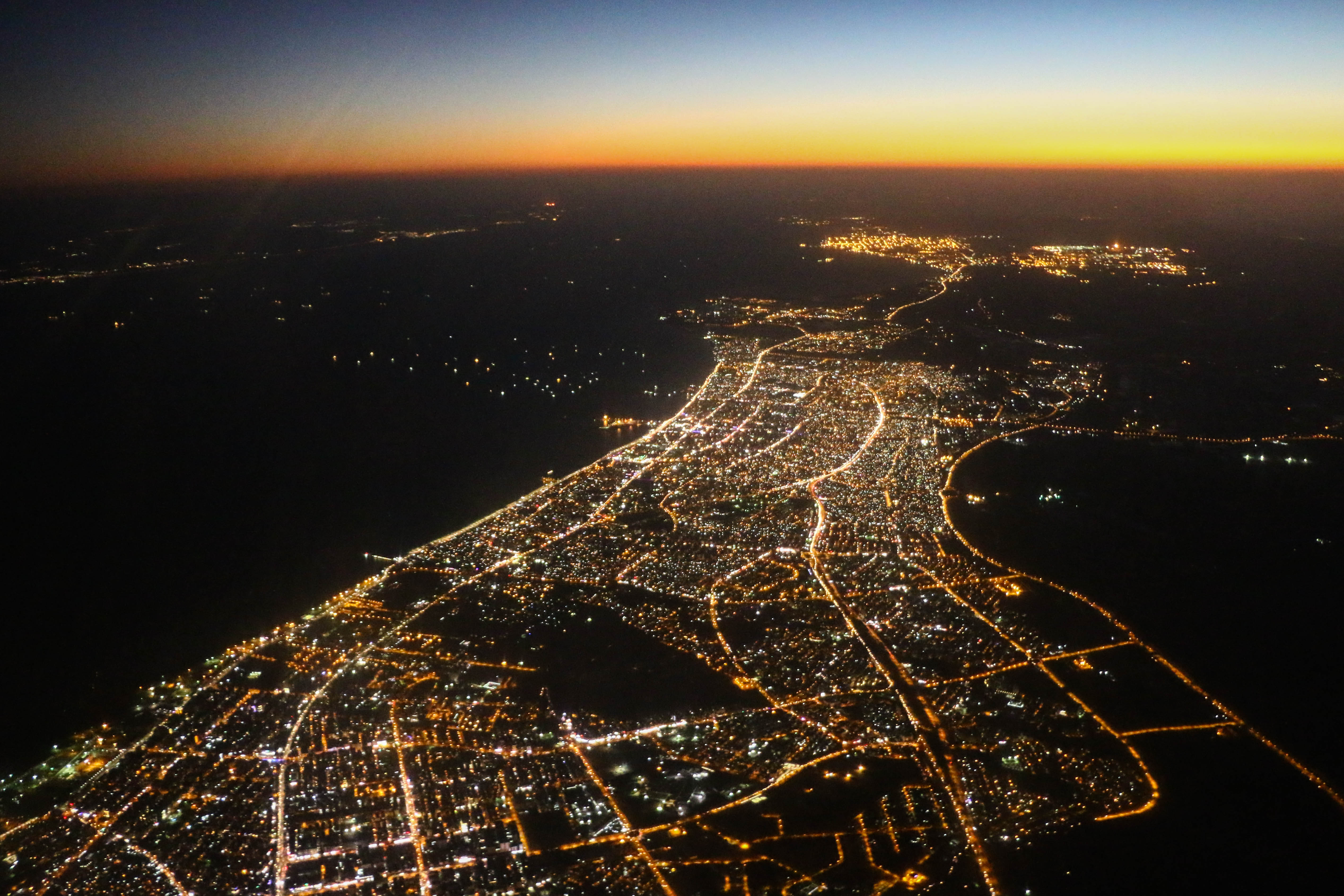
نمای هوایی از شهر بندرعباس در شب - اسفند ۱۳۹۷

#### منطقه ۲ (شرق رو به مرکز)
از پل رسالت تا میدان امام‌خمینی (پارک شهر) و شامل محله‌هایی همچون گلشهر جنوبی، گلشهر شمالی، شهرک طلوع، کوی ولیعصر، نایبند شمالی، نایبند جنوبی، شهرک امام‌رضا، شهرک نور، کوی نیایش، کوی امیر، شهرک اندیشه، کوی شفا، آزادگان، چاهستانی‌ها، خواجه‌عطا و فرودگاه قدیم

#### منطقه ۳ (منطقه مرکزی)
از میدان امام‌خمینی (پارک شهر) تا میدان شهدا (یادبود) و شامل محله‌هایی همچون درخت سبز، شیر اول، شیر دوم، شیر سوم، سه‌راه برق، شاه‌حسینی، سَرریگ، شهناز، کوی فرهنگیان شمالی و جنوبی، سیم‌بالا، مغ‌پیرمرد (نخل پیرمرد)، محله شهید جعفری، پل خواجو، نظرآباد، الشهدا، سیدکامل، چهار برق، محله سیاه‌ها، قلعه‌شاهی، چهارباغ، محله اوزی‌ها، چاه‌محمودی.

#### منطقه ۴ (منطقه غربی)
از میدان شهدا (یادبود) تا میدان قائم (بندر شهید باهنر) و شامل محله‌هایی همچون شمیلی‌ها، گل‌کنی نو، محله پشت‌شهر، حسین‌آباد، شهرک بهشتی، استمبیک (۲۲ بهمن)، اسلام‌آباد، کوی پلیس، شهرک پیامبر اعظم، کوی علوی، بهشت زهرا، محله دوهزار، ششصد دستگاه، امیرآباد، شهرک نصر، سورو، شهرک امام، شهرک باهنر، بندر شهیدرجایی، شهرک نیروی دریایی (هدیش)

### آب و هوا
آب و هوای این شهر گرم و مرطوب است. به‌طور کلی در بندرعباس از نیمه آبان تا نیمه فروردین دارای آب‌وهوای مطبوعی است. ماه‌های اردیبهشت و خرداد هوا خشک، ماه‌های تیر تا مهر دارای آب و هوای مرطوب است. دمای هوای شهر بندرعباس در گرم‌ترین روزها به ۵۲ درجه سانتیگراد و در سردترین روزها به ۲درجه سانتیگراد می‌رسد. میانگین بارش بندرعباس در حدود ۲۰۰ میلی‌متر است.
| داده‌های اقلیم بندرعباس            | داده‌های اقلیم بندرعباس | داده‌های اقلیم بندرعباس | داده‌های اقلیم بندرعباس | داده‌های اقلیم بندرعباس | داده‌های اقلیم بندرعباس | داده‌های اقلیم بندرعباس | داده‌های اقلیم بندرعباس | داده‌های اقلیم بندرعباس | داده‌های اقلیم بندرعباس | داده‌های اقلیم بندرعباس | داده‌های اقلیم بندرعباس | داده‌های اقلیم بندرعباس | داده‌های اقلیم بندرعباس |
| ماه                               | ژانویه                 | فوریه                  | مارس                   | آوریل                  | مه                     | ژوئن                   | ژوئیه                  | اوت                    | سپتامبر                | اکتبر                  | نوامبر                 | دسامبر                 | سال                    |
| --------------------------------- | ---------------------- | ---------------------- | ---------------------- | ---------------------- | ---------------------- | ---------------------- | ---------------------- | ---------------------- | ---------------------- | ---------------------- | ---------------------- | ---------------------- | ---------------------- |
| سابقهٔ بیش‌ترین °C (°F)             | ۳۲٫۰ (۹۰)              | ۳۳٫۰ (۹۱)              | ۳۹٫۰ (۱۰۲)             | ۴۲٫۰ (۱۰۸)             | ۴۷٫۰ (۱۱۷)             | ۵۱٫۰ (۱۲۴)             | ۴۸٫۰ (۱۱۸)             | ۴۶٫۰ (۱۱۵)             | ۴۵٫۰ (۱۱۳)             | ۴۲٫۰ (۱۰۸)             | ۳۸٫۰ (۱۰۰)             | ۳۲٫۰ (۹۰)              | ۵۱ (۱۲۴)               |
| میانگین بیش‌ترین °C (°F)           | ۲۳٫۵ (۷۴)              | ۲۴٫۴ (۷۶)              | ۲۷٫۷ (۸۲)              | ۳۱٫۶ (۸۹)              | ۳۶٫۳ (۹۷)              | ۳۸٫۴ (۱۰۱)             | ۳۸٫۲ (۱۰۱)             | ۳۷٫۷ (۱۰۰)             | ۳۶٫۸ (۹۸)              | ۳۵ (۹۵)                | ۳۰٫۴ (۸۷)              | ۲۵٫۵ (۷۸)              | ۳۲٫۱۳ (۹۰)             |
| میانگین روزانه °C (°F)            | ۱۸٫۱ (۶۵)              | ۱۹٫۴ (۶۷)              | ۲۳٫۱ (۷۴)              | ۲۶٫۸ (۸۰)              | ۳۱٫۲ (۸۸)              | ۳۳٫۷ (۹۳)              | ۳۴٫۴ (۹۴)              | ۳۴٫۰ (۹۳)              | ۳۲٫۵ (۹۱)              | ۲۹٫۶ (۸۵)              | ۲۴٫۳ (۷۶)              | ۱۹٫۷ (۶۷)              | ۲۷٫۲۳ (۸۱٫۱)           |
| میانگین کم‌ترین °C (°F)            | ۱۲٫۱ (۵۴)              | ۱۴ (۵۷)                | ۱۷٫۵ (۶۴)              | ۲۰٫۹ (۷۰)              | ۲۴٫۷ (۷۶)              | ۲۸ (۸۲)                | ۳۰٫۳ (۸۷)              | ۳۰٫۱ (۸۶)              | ۲۷٫۷ (۸۲)              | ۲۳٫۵ (۷۴)              | ۱۸ (۶۴)                | ۱۳٫۵ (۵۶)              | ۲۱٫۶۹ (۷۱)             |
| سابقهٔ کم‌ترین °C (°F)              | ۳٫۰ (۳۷)               | ۵٫۴ (۴۲)               | ۷٫۶ (۴۶)               | ۱۱٫۵ (۵۳)              | ۱۷٫۰ (۶۳)              | ۲۰٫۰ (۶۸)              | ۲۵٫۲ (۷۷)              | ۲۵٫۰ (۷۷)              | ۲۱٫۰ (۷۰)              | ۱۲٫۰ (۵۴)              | ۶٫۰ (۴۳)               | ۲٫۰ (۳۶)               | ۲ (۳۶)                 |
| بارندگی میلی‌متر (اینچ)            | ۳۹٫۷ (۱٫۵۶)            | ۴۷٫۵ (۱٫۸۷)            | ۳۴٫۸ (۱٫۳۷)            | ۱۰٫۷ (۰٫۴۲)            | ۴٫۸ (۰٫۱۹)             | ۰٫۰ (۰)                | ۰٫۶ (۰٫۰۲)             | ۲٫۲ (۰٫۰۹)             | ۰٫۸ (۰٫۰۳)             | ۱٫۳ (۰٫۰۵)             | ۵٫۰ (۰٫۲)              | ۲۴٫۰ (۰٫۹۴)            | ۱۷۱٫۴ (۶٫۷۴)           |
| میانگین روزهای بارندگی (≥ ۱.۰ mm) | ۳٫۳                    | ۳٫۱                    | ۲٫۶                    | ۱٫۳                    | ۰٫۲                    | ۰                      | ۰٫۱                    | ۰٫۲                    | ۰٫۱                    | ۰٫۱                    | ۰٫۴                    | ۲٫۳                    | ۱۳٫۷                   |
| درصد رطوبت                        | ۶۴                     | ۶۸                     | ۶۷                     | ۶۴                     | ۶۱                     | ۶۴                     | ۶۸                     | ۶۹                     | ۶۷                     | ۶۴                     | ۶۱                     | ۶۳                     | ۶۵                     |
| میانگین روزانه ساعت‌های تابش آفتاب | ۲۲۰٫۱                  | ۲۱۱٫۹                  | ۲۲۴٫۹                  | ۲۴۲٫۴                  | ۳۱۲٫۷                  | ۳۰۲٫۲                  | ۲۶۴٫۶                  | ۲۷۰٫۱                  | ۲۷۰٫۱                  | ۲۸۳٫۴                  | ۲۵۱٫۲                  | ۲۲۸٫۸                  | ۳٬۰۸۲٫۴                |
| منبع: NOAA (1961-1990)            |                        |                        |                        |                        |                        |                        |                        |                        |                        |                        |                        |                        |                        |

#### برف
همه ساله در کوه هُماگ با ارتفاع ۳۲۶۷متر ـ بلندترین کوه استان هرمزگان ـ در شمال دهستان سیاهو قرار دارد بارش برف را به خود می‌بیند.
در روز ۱۶ دی ماه۱۳۹۲ برف ارتفاعات کوه گنو با ارتفاع بیش از دو هزار و ۲۳۷ متر را سفیدپوش کرد.

## مردم‌شناسی و فرهنگ

### جمعیت
جمعیت بندرعباس را نمی‌توان به‌طور دقیق عنوان کرد زیرا از بومیان و مهاجرین تشکیل شده و تعداد مهاجرین بنا به فصول سال متغیر است اما به استناد نتایج سرشماری سال ۱۳۹۵ جمعیت شهر بندرعباس ۵۲۶٬۶۴۸ نفر اعلام شده است.

### مهاجرت
شهر بندر عباس یک شهر مهاجرپذیر می‌باشد که همهٔ اقوام و گروه‌های اتنیکی ایرانی را میزبان بوده است. بخش عمده مهاجران مقیم شهر بندر عباس در ابتدای مهاجرت خود، مهاجرت از نوع فردی را انتخاب کرده‌اند، به عبارت دیگر به دنبال ایجاد فرصت‌های اشتغال در شهر بندر عباس بیشتر مهاجرین به قصد تصدی یک فرصت شغلی به صورت فردی وارد این شهر شده‌اند. اما با گذشت زمان و احساس امنیت شغلی و تأمین مسکن و معیشت، خانواده‌های خود را نیز به بندرعباس انتقال داده‌اند.
به‌طور کلی می‌توان دسته‌بندی زیر را در ارتباط با تصدی مشاغل عمده توسط اعضای گروه‌های اتنیکی مختلف ارائه کرد:
| گروه‌های اتنیکی                                          | مشاغل عمده                                                  |
| ------------------------------------------------------- | ----------------------------------------------------------- |
| یزدی‌ها                                                  | قنادی، سوپرمارکت، طلافروشی، نانوایی                         |
| کرمانی‌ها                                                | کارکنان ادارات دولتی به ویژه آموزش و پرورش                  |
| اهالی استان فارس: شیرازی‌ها، جهرمی‌ها، فسایی‌ها و دارابی‌ها | پزشکان و کارکنان ادارات دولتی                               |
| اهالی استان فارس: لاری‌ها و اوزی‌ها                       | بازاری، لوازم خانگی، پوشاک، عمده‌فروشی                       |
| ترک‌های آذربایجانی                                       | بازاری (پوشاک)، ساختمان‌سازی                                 |
| شمالی‌ها (مازندرانی‌ها، گیلک‌ها و گلستانی‌ها)               | نظامی (نیروی دریایی و هوایی). راننده تاکسی، آرایش‌گری        |
| کُردها و لرها                                            | مشاغل پیمانکاری در اسکله‌ها و بنادر، شرکت‌های خصوصی، دست‌فروشی |
| اصفهانی‌ها                                               | تعمیرگاه‌ها، تأسیسات پالایش‌گاهی                              |
| پیرانشهری‌ها، بوکانی‌ها، اشنویه‌ای‌ها و مهابادی‌ها           | تعمیرگاه‌ها، نانوایی                                         |
| هرمزگانی‌ها (بومی‌ها)                                     | کارکنان ادارات دولتی، بازاری، ماهی‌گیری و غیره               |

### دین و مذهب

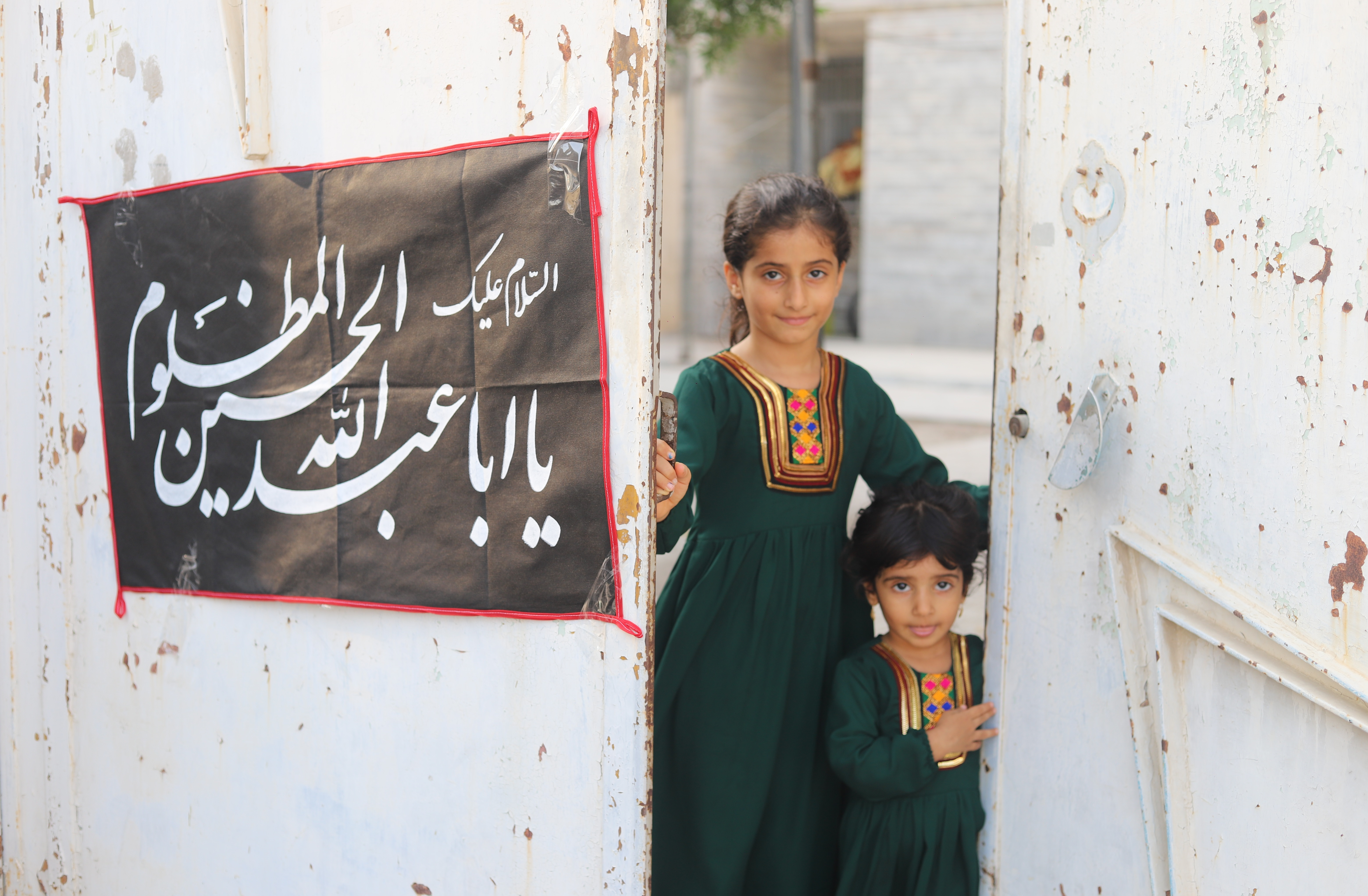
دو دختر از یک خانواده شیعه امامی، در هنگام عزاداری ماه محرم، در بندرعباس.

مردم بندرعباس اکثریت مسلمان و از پیروان مذاهب شیعه و سنی هستند. اهل سنت مردمان بومی محله‌های داماهی، خواجه عطاء، اوزی‌ها، سورو و شقو (شهرک توحید) هستند و بیشتر درآن محله‌ها سکونت دارند.

### زبان
به نوشته وبسایت اطلس زبانهای ایران زبانهای شهر بندرعباس شامل فارسی بندری، فارسی معیار و زبانهای استان هرمزگان مانند قشمی و غیره است.گویش بندری که یکی از گویش‌های پارسی کهن است که ویژگی‌های کهن را حفظ کرده است. واژگان دکان و دکه دو نمونه صدها واژه‌ای است که در زبان این شهر کاربرد دارد.
از سوی دیگر به خاطر روابط بازرگانی شماری از وام‌واژه‌های اروپایی (نمونه:tawāl، از واژه towel انگلیسی به معنی حوله) و عربی، هندی نیز در آن دیده می‌شود. در بندرعباس به‌دلیل تنوع قومی و نژادی نیز این گویش در محله‌های مختلف آن نظیر نایبند خواجه عطا، سورو، پو شهر و مغ ناخا (نخل ناخدا)، شاه‌حسینی، شغو (شهرک توحید) شهرها و روستاهای کوچک اطراف با لهجه‌های مختلف صحبت می‌شود

### رسوم و سنت‌ها
- حنابندان:

حنابندان یکی از آداب و رسوم عروسی در بندرعباس است. در شب حنابندان زنان شرکت‌کننده بندرعباسی دستشان را با آغشتن به ظرف حنایی که دور تا دور مراسم گرداننده می‌شد رنگ می‌کنند.
- زار: مراسم زار همراه با گونه‌ای موسیقی که موسیقی زار نام دارد، برای بیرون کردن مرض از جسم بیمار اجرا می‌شود.
- روز دمور: در گذشته خانواده‌ها همراه با کودکان و گاه اقوام نزدیک خود به باغهای مجاور شهر، به‌ویژه نخلستان‌ها می‌رفتند و ضمن صرف ناهار در آنجا به کمک طنابی که از برگ درخت خرما بافته می‌شود و چیلک chilak نام دارد، تابی به دو درخت خرما می‌بستند که به آن دمور می‌گویند. کودکان با آن تا غروب بازی می‌کرده و عصر هنگام همگی به خانه‌هایشان بازمی‌گشتند. البته این رسم امروزه کمتر انجام شده اما در گذشته اکثریت غریب به اتفاق مردم آن را انجام می‌دادند.
- روز نوروزی مرده‌ها: در قدیم در بندرعباس یک هفته قبل از عید سفره‌ای در خانه خود یا به شکل اشتراکی در منزل اقوام یا همسایگان می‌انداختند که به آن نوروزی مرده‌ها گفته می‌شود. این سفره که به مناسبت یادبود اموات در آخرین روزهای سال انداخته می‌شود، شامل غذاهایی بود که هر کس به منظور خیرات برای اموات خود می‌ریخت و در آن قرار می‌داد. یکی از اصلی‌ترین موادی که جهت خیرات در این سفره گذاشته می‌شود، خرمای مالیده‌ای است که از تابستان در مشک بدین منظور ذخیره می‌شده. این خرما را همراه با باقلا پلو یا شیر در این روز صرف می‌کردند.

این مراسم در روستای سیاه مغان رواج دارد.
- روز سفره اموات: در این روز که ده روز قبل از مراسم آن انجام می‌شود، هرکس به فراخور وضعیت مادی و اقتصادی اش برای خیرات اموات خود غذا یا میوه و شیرینی تهیه کرده و تمام روز در خانه خویش مراسم فاتحه و قرآن خوانی برگزار می‌کند. این مراسم سرانجام با خوردن شام در منزل صاحب خانه پایان می‌پذیرد. این مراسم با گذشت زمان به فراموشی سپرده شد؛ ولی در روستای زیارت پیرچوگان همچنان رایج است.
- زنبیل گردانیدن: رسم زنبیل گردانیدن نیز از آیین‌های مرسوم در بندرعباس و استان هرمزگان است. در هرمزگان گاهی اتفاق می‌افتد که بچه‌ای در سن ۱۸ ماهگی یا دو سالگی به اصطلاح محلی پا نگرفته و راه نمی‌افتد. پدر و مادر طفل، برای راه افتادن بچه خود، یک روز بر و بچه‌های همسایه را خبر می‌کنند و فرزند خودشان را در یک زنبیل که با پوشال درخت خرما، درست شده؛ می‌گذارند و آن را به دست بچه‌های همسایه می‌سپارند تا زنبیل محتوی بچه را به در حداقل شش خانه ببرند.

بچه‌ها با ترتیب خاصی دو طرف زنبیل را گرفته و در حالی که زنبیل را مثل یک تخت روان حرکت می‌دهند با صدای بلند این عبارت را می‌خوانند: کندو پا نداره، خیرش بکن به کندو، تا کندو پا بگیره، کندو پا نداره، خیرش بکن … بعد با همان تشریفات زنبیل را به در خانه‌های دیگر می‌برند و عبارات بالا را دسته جمعی می‌خوانند و این کار در حدود دو ساعت طول می‌کشد، در خاتمه مراسم دوباره زنبیل محتوی بچه را به خانه پدر و مادر طفل برگردانیده و بچه را تحویل می‌دهند. اهالی عقیده دارند که بعد از انجام چنین مراسمی، طفل پا می‌گیرد و راه می‌افتد.
- قربانی برای ریزش باران: بر اساس یک رسم قدیمی، همه ساله در استان هرمزگان به خصوص؛ جزیره قشم برای ریزش به موقع باران یا ریزش زودتر و بیشتر باران، تعداد قابل توجهی گوسفند قربانی می‌کنند و گوشت آن‌ها را به صورت خورش درآورده و به همراه برنج بین مستمندان توزیع می‌نمایند. مراسم در بیرون شهر صورت می‌گیرد و پیش از هر کاری اهالی به خواندن نماز می‌ایستند و سپس گوسفندها را ذبح می‌کنند، هم‌زمان با فراهم کردن مراسم قربانی، آب انبارهای خود را که در محل به نام برکه معروف است؛ تخلیه و تمیز کرده و منتظر ریزش باران می‌مانند.
- قبله دعا (دعای طلب باران): قبله دعا از سنت پیامبران و یکی از مراسم قدیمی مردم استان هرمزگان است که تا به امروز همچنان زنده است. این مراسم برای مردم بومی جنبه مقدسی پیدا کرده است. در سال‌هایی که باران به موقع نمی‌بارد و آب برکه‌ها و چاه‌ها کم می‌شود و دشت‌ها و صحراها سبز نمی‌شوند، و خشک سالی شود مردم منطقه مطابق رسوم قدیمی برای طلب باران آیینی را اجرا می‌کنند که به آن اصطلاحاً قبله دعا گفته می‌شود. رسم قبله دعا را با صلاحدید یکی از ریش سفیدان و افراد با ایمان محل در یک روز جمعه برگزار می‌کنند. در این روز همه اهالی از پیر و جوان، زن و مرد، به محلی خارج از شهر می‌روند. آن‌ها کودکان را بخاطر اینکه معصوم و بی‌گناه هستند و دعاهایشان زودتر اجابت می‌شود، با خود همراه می‌کنند. پس از رسیدن به محل مورد نظر که معمولاً روی تپه‌ای واقع است شروع به خواندن دعا و نماز می‌کنند. پس از آن اقدام به قربانی کرده و از گوشت قربانی نذری می‌پزند. با غذای نذری فقرا و مساکین را اطعام می‌کنند و با دعا و خیرات از خدا می‌خواهند برای آن‌ها باران بفرستد. آداب ظاهری خاص خود را دارد، آدابی همچون سه روز روزه بودن قبل از نماز و دعا، نپوشیدن لباس فاخر، پیاده رفتن به مراسم قبله دعا و …..

## بندرهای بازرگانی

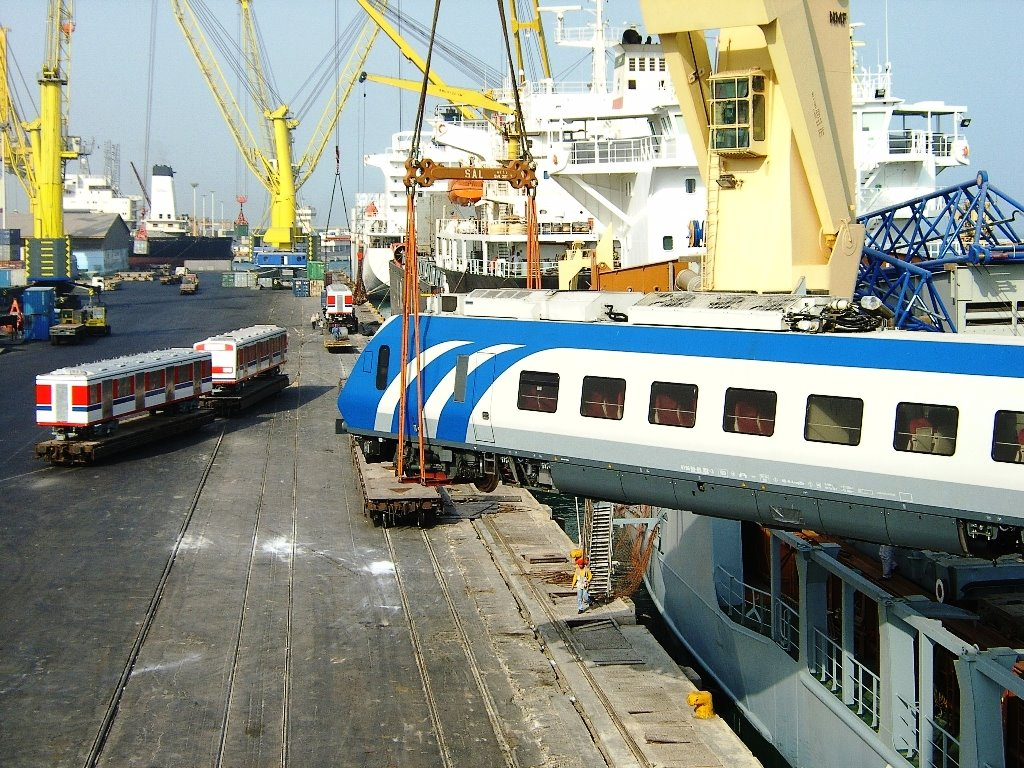

بندر شهید رجایی و بندر شهید باهنر به‌دلیل موقعیت مناسب جغرافیایی، به عنوان نقطه اتکای بندرعباس در جهت جابه‌جایی کالا و سرمایه در اشکال مختلف، نتایج اقتصادی به سزایی برای استان هرمزگان به همراه داشته و بندرعباس را به منطقه ویژه اقتصادی معادن، فلزات، کشتی‌سازی و صادرات و واردات کالا تبدیل کرده است.

## اماکن تاریخی

مسجد جامع اهل سنت بندرعباس

- عمارت کلاه فرنگی بندرعباس: قدیمی‌ترین بنای تاریخی بندرعباس است که بیش از سه سده قدمت دارد و توسط هلندی‌ها ساخته شده است. این بنا در مجاورت اسکله قدیم بندرعباس رو به دریا و در بلوار طالقانی در محوطه حوزه علمیه قرار دارد.[۲۶]
- حمام گله‌داری: که به حمام شاه عباسی هم معروف بوده از پنج گنبد بزرگ و کوچک تشکیل شده و ازجمله بناهای دوره قاجاری در بندرعباس است. این بنا که در محله قلعه‌شاهی (اوزی‌ها) واقع شده به همت حاج احمد گله‌داری مرمت شده است.
- معبد هندوها: با معماری زیبا و منحصر به‌فردش یادگار حضور هندوهای مقیم بندرعباس در زمان قاجاریه است و با نام «بُتِ گورُن» هم شناخته می‌شود. این معبد در چهارراه برق مرکز شهر بندرعباس قرار دارد.

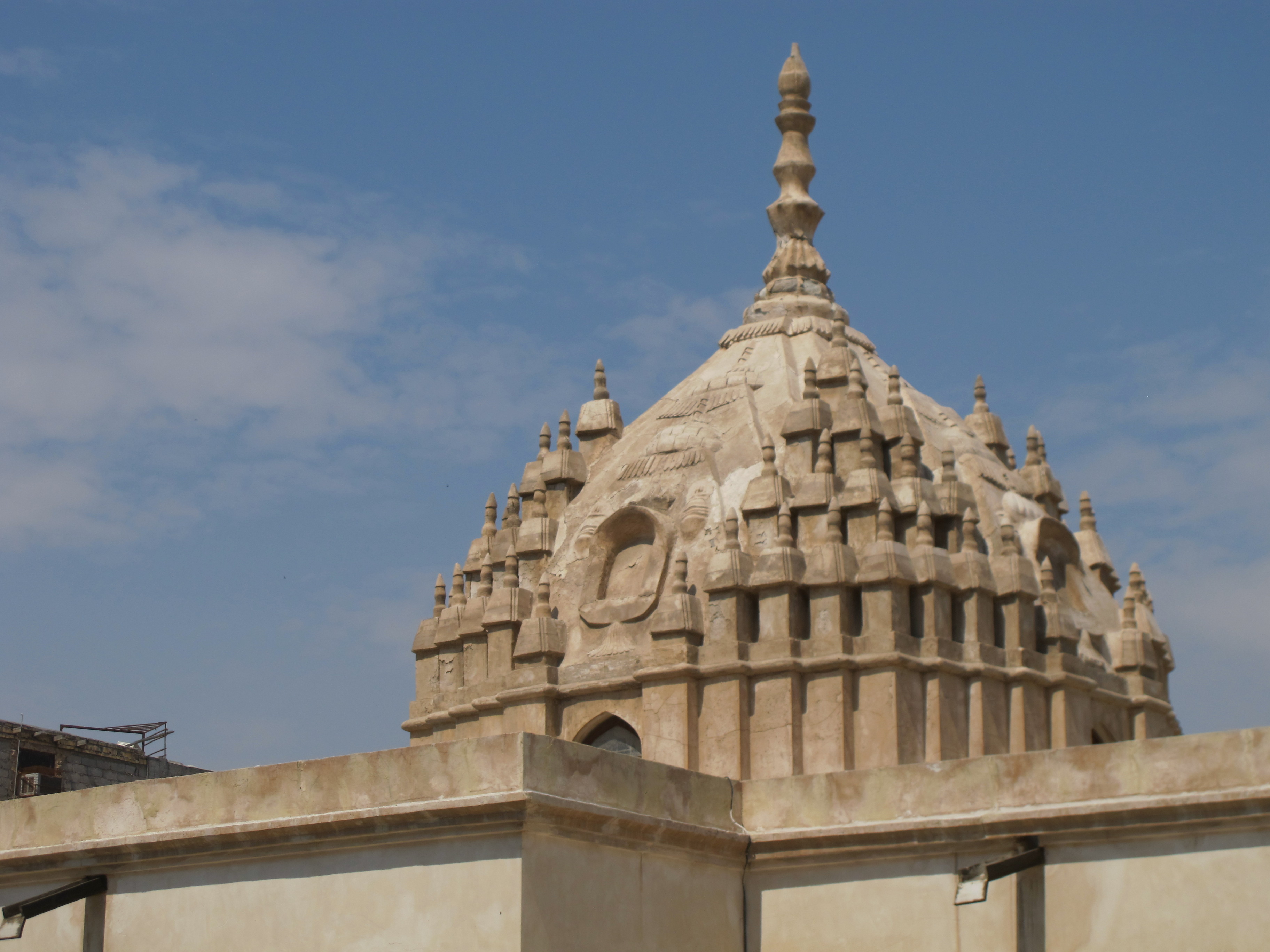

- خانه احمدی: یکی از آثار تاریخی دوره قاجاریه در بندرعباس بود که در فهرست آثار ملی ایران هم به ثبت رسیده بود. این بنا در سال ۱۳۹۶ از سوی مالکان آن تخریب شد.[۲۷]
- بادگیر منبر گپ: مربوط به اواخر دوره قاجار است و در حدفاصل چهارراه برق و بلوکی در مرکز شهر بندرعباس واقع شده است. این اثر در تاریخ ۱۰ دی ۱۳۸۱ با شمارهٔ ثبت ۶۷۶۸ به‌عنوان یکی از آثار ملی ایران به ثبت رسیده است.
- حمام گپ: بزرگ‌ترین حمام تاریخی بندرعباس و مربوط به دوره قاجار است و در خیابان امام موسی صدر، نرسیده به چهار راه سازمان واقع شده و این اثر در تاریخ ۷ مهر ۱۳۸۱ با شمارهٔ ثبت ۶۴۹۶ به‌عنوان یکی از آثار ملی ایران به ثبت رسیده است.
- مجموعه آب انبارهای موزه: (بُرکه‌های باران) شامل شش برکه یا آب انبار مربوط به دوران صفویه است و در گذشته از منابع ذخیره آب شیرین در بندرعباس بوده و هر برکه دارای چهار دهانه اصلی برای برداشت آب است. این برکه‌ها که در تاریخ ۷ خرداد ۱۳۵۴ با شمارهٔ ثبت ۱۰۷۴ به‌عنوان یکی از آثار ملی ایران به ثبت رسیده در فضای وسیعی در محله استمبیک در خیابان ۲۲ بهمن در پشت موزه خلیج فارس قرار دارد.

### جاذبه‌های طبیعی
- چشمه آب‌گرم گنو

این مجتمع تفریحی در فاصله ۳۴ کیلومتری از شمال‌شرقی بندرعباس قرار دارد. علاوه‌بر وجود چشمه آب‌گرم، شهربازی و مجتمع‌های گردشگری هم در این مجتمع ساخته شده تا گردشگرانی که به این منطقه می‌آیند از نظر امکانات رفاهی و تفریحی مشکلی نداشته باشند.
- کوه گنو، روستای سیاهو، هماگ _چشمه آب‌گرم گنو، چشمه آب‌گرم خورگو، چشمه آبگرم سرخاء، چشمه آبگرم کشکوئیه، چشمه آبگرم نیان، چشمه آبگرم چستانه، کوه ذرتو، تپه چاه لرد، قادهار، جنگل کوه شب، سیخوران، بنوزاکین، چشمه آبگرم باری، غار سرخاء، آبشار سرخاء، غار چلو، شهر فین، جنگل‌های کوهشاه، منطقه بخوان، چشمه آبگرم تیربوئیه (نزدیک شهر فین) و بنگلایان ازجمله آثار جاذبه‌های طبیعی شهرستان بندرعباس هستند که در نزدیکی شهر بندرعباس قرار دارند.

## اماکن زیارتی
- امامزاده سیدمظفر:

سید مظفر بن موسی بن جعفر از سالیان دور مورد توجه عموم مردم به‌ویژه مردم استان هرمزگان بوده و هر ساله پذیرای زائران بی‌شمار مشتاق خود است. امامزاده سیدمظفر نوه امامزاده عبدالله بن موسی بن جعفر الکاظم است، در سال ۴۰۲ه‍.ق در این محل وفات یافته است.
- زیارتگاه شاه پریون:

این زیارتگاه که در مرکز شهر و در جوار معبد تاریخی هندوها قرار دارد زیارتگاه کوچکی است که در کوچک سبز رنگی دارد و بر سر در آن نوشته شده قدمتگاه حضرت سلیمان (ع) ولی در بین بندری‌ها که اتفاقاً خیلی هم به آن اعتقاد دارند به زیارتگاه شاه پریون شهرت دارد و این نام شاه پریون بر می‌گردد به فرمان‌روایی که به اذن خدا به حضرت سلیمان (ع) داده شد تا بر دیو و جن و پری حکم راند.
- مسجد جامع بندرعباس:

این مسجد بزرگ‌ترین مسجد جامع کشور است که پس از گذشت سی و نه سال هنوز به بهره‌برداری نرسیده است.
- امامزاده سیدکامل:

نسبت این امامزاده به نوه‌های موسی بن جعفر می‌دهند که در محله‌ای به همین نام (سیدکامل) واقع شده است.
- امامزاده شاه محمدتقی:

بنای این امامزاده در پیاده‌راه حافظ واقع در مرکز شهر بندرعباس و در نزدیکی بازار بزرگ جنب مسجد امام است.
- زیارتگاه خضر:

این زیارتگاه به دوران بعد از اسلام تعلق دارد. مکان آن در کنار جادهٔ بندرعباس - سورو قرار دارد و هم‌اکنون در محوطهٔ پارکِ هتل هما واقع شده است. تاریخ بنای آن مشخص نیست و مورد توجه مردم محلی است.
- مسجد جامع بندرعباس:

(مسجد جامع دلگشا) به عنوان یکی از قدیمی‌ترین مساجد شهر بندرعباس دارای سابقه‌ای طولانی است و قدمت آن به ۲۶۴سال پیش برمی‌گردد که اولین بار توسط خیّر بزرگ «حاج زین‌العابدین ابوالقاسم اوزی» ساخته شد. بازسازی این مسجد در دوره جدید از سال ۱۳۸۲ شروع شد و پس از ۵سال کار ساخت آن به اتمام رسید.
- مسجد ناصری:

در سال ۱۳۰۴ هجری قمری ساخته شده و در سال ۱۳۸۶ خورشیدی بازسازی شده است. این مسجد در چهارراه بلوکی مرکز شهر بندرعباس قرار دارد.
- مسجد صحراباغی:

این مسجد در سال ۱۳۱۰ هجری قمری بنا شده است.
- مسجد گله‌داری:

تاریخ ساخت آن مربوط به ۱۲۹۶ هجری قمری است.

## اماکن تفریحی
- ساحل سورو:

یکی از جاذبه‌های بندرعباس است که در ضلع غربی شهر قرار گرفته. سورو که یکی از قدیمی‌ترین محلات بندرعباس است خانه‌های قدیمی رو به دریا دارد و ساحل شنی آن یکی از بهترین مکان‌ها برای پیاده‌روی است.
- بوستان ساحلی سورو:

این بوستان در غربی‌ترین نقطه ساحلی بندرعباس قرار دارد و مسیر دوچرخه‌سواری و پیاده‌روی و فضای بازی کودکان هم در آن تعبیه شده است.
- پارک ساحلی غدیر:

محوطه آسفالت دارای یک پرچم ایران قابل مشاهده از تمامی نواحی ساحلی که از آن برای اسکیت سواری و برگزاری مراسمات مختلف استفاده می‌شود.
- بوستان‌های ساحلی دولت و ولایت[۳۸]
- پارک آکواریوم (در حال احداث)
- پلاژ بانوان:

این پلاژ که در ساحل سورو قرار دارد علاوه بر امکان شنا در دریا، دارای استخر روباز، سالن بدنسازی، سالن تی آر ایکس، سالن ماساژ، حمام مغربی و غیره است.
- باغ پرندگان:

این باغ در در فاصله چهار کیلومتری جاده بندرعباس- میناب درون مجموعه بزرگ طبیعت (پارک جنگلی جهاد) قرار گرفته و متشکل از ۷ زون (۴زون مسقف و ۳ روباز) و ۲۵ قفس از گونه‌های مختلف پرندگان است.
- تفرجگاه کوهستانی پنجه‌علی:

این تفرجگاه که در منطقه شمالی بندرعباس قرار دارد از گذشته‌های به‌واسطهٔ وجود زیارتگاه پنجه علی یکی از مکان پررفت‌وآمد شهروندان بندرعباس بوده است.
- هوباد (آب‌گرم) چک‌چک:

این اثر طبیعی یک منطقه بکر دیدنی و گردشگری است که در حدود ۳ کیلومتری شمال شهر بندرعباس واقع شده است.
- موزه مردم‌شناسی خلیج‌فارس:

بزرگ‌ترین موزه هرمزگان است که در بلوار پاسداران محله ۲۲ بهمن قرار دارد و در آن علاوه بر اشیای تاریخی، بخش‌هایی از وقایع تاریخی و فرهنگ و سنت‌های استان هرمزگان همچون بازار سنتی، آزادسازی قلعه هرمز و شیوهٔ صید و صیادی شبیه‌سازی شده است.
- موزه آب بندرعباس:

این موزه در محوطه شرکت آب منطقه‌ای هرمزگان واقع در منطقهٔ گلشهر قرار دارد و در آن اشیاء و شیوه‌های مختلف حمل و به‌دست‌آوردن آب در هرمزگان همچون جهله، گراشی، خمره‌های سنگی، چاه و چرخ گاوی به نمایش گذاشته‌شده است.
- صید مشتا:

یکی از جاذبه‌های دیدنی بندرعباس شیوهٔ صید مُشتا است که با استفاده از جزر و مد انجام می‌شود. در این روش چوب‌هایی در ساحل کار گذاشته شده و با استفاده از تور حصاری ایجاد می‌شود، که هنگام بالا آمدن آب تعدادی آبزی وارد آن شده و با پایین رفتن آب، آبزیان داخل آن به وسیله صاحبان مشتاها صید می‌شوند.
- غذاهای محلی:

غذاهای دریایی همچون «هَواری، قلیه‌ماهی و قلیه میگو» و میان‌وعده‌های سنتی مثل «نان با سوراغ و مَهیاوه یا نخود و باقلهٔ داغ» هم ازجمله خوردنی‌هایی است که در سفر به بندرعباس نباید از دست داد.

## مراکز تجاری
مجتمع‌های مدرن: سیتی‌سنتر، مگامال، بندرعباس مال، ستاره‌جنوب، ستاره‌شهر، زیتون، ملکه آسمان‌ها، پردیس، نخیل، نیلی و …
بازارهای قدیمی: بازار اوزی‌ها، بازار لاری‌ها و بازار قدیمی
مجتمع‌های تجاری سیتی سنتر، زیتون، ستاره جنوب، نیلی، ستاره شهر، پردیس الهیه جنوبی، مگامال سرو، رویال و پاسارگاد و ملکه آسمان‌ها و کارگزاری در کنار بازارهای سنتی مثل بازار اوزی‌ها، بازار لاری‌ها و بازار روز فعال هستند.

## مراکز آموزشی و دانشگاهی

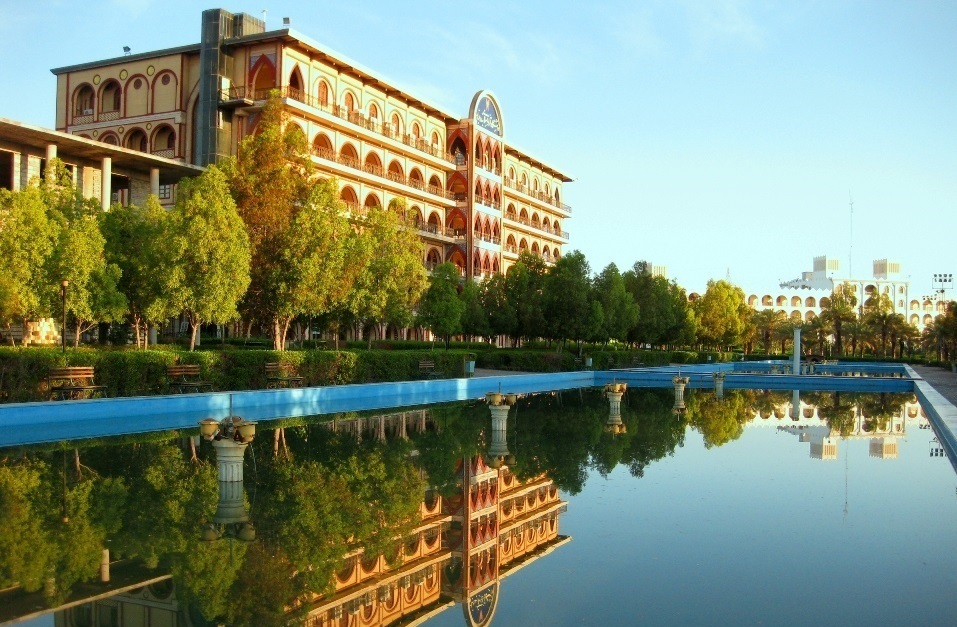
دانشگاه آزاد اسلامی واحد بندرعباس

دانشگاه‌ها و مراکز آموزش عالی بندرعباس به شرح ذیل است:
- دانشگاه هرمزگان
- دانشگاه علوم پزشکی هرمزگان
- دانشگاه آزاد اسلامی واحد بندرعباس
- دانشگاه صنعتی امیرکبیر واحد بندرعباس
- دانشگاه مذاهب اسلامی شعبه بندرعباس
- دانشگاه جامع علمی کاربردی استان هرمزگان
- دانشگاه پیام نور واحد بندرعباس
- آموزشکده فنی شهید کرانی بندرعباس
- آموزشکده فنی و حرفه‌ای سماء بندرعباس
- آموزشکده فنی و حرفه‌ای فاطمیه بندرعباس
- مرکز تربیت معلم شهید باهنر
- مرکز تربیت معلم فاطمه‌الزهرا بایگانی‌شده  در ۵ مارس ۲۰۱۶ توسط Wayback Machine
- مرکز تربیت معلم حضرت زینب
- مرکز آموزش ضمن خدمت شهید بهشتی بندرعباس بایگانی‌شده  در ۳۱ ژانویه ۲۰۱۶ توسط Wayback Machine

## رسانه

### صداوسیما

نشانه صداوسیمای مرکز خلیج‌فارس

- صدا و سیمای مرکز خلیج‌فارس پس از ارومیه دومین مرکز شهرستانی کشور است که در نیمه دوم سال ۱۳۴۷ در بندرعباس رسماً افتتاح و با یک فرستنده تلویزیونی ۵۰ واتی کار خود را آغاز کرد. ۵ ماه بعد در فروردین ۱۳۴۸ با نصب یک فرستنده یک کیلو واتی فعالیت رادیویی مرکز خلیج‌فارس نیز آغاز شد.
- رادیوی مرکز خلیج‌فارس در آغاز کار، روزانه ۷ ساعت برنامه پخش می‌کرد و برخی از برنامه‌ها تولید محلی بودند. پس از پیروزی انقلاب اسلامی صدای مرکز خلیج فارس تا مدتی تولید محلی نداشت و به تقویت برنامه‌های شبکه سراسری می‌پرداخت. تنها اخبار استان و اطلاعیه‌ها به‌طور مستمر تهیه و پخش می‌گردید. از سال ۱۳۵۸ مرکز مجدداً تولیدات محلی خود را شروع کرد به‌طوری‌که در آن سال بیش از ۵۰ ساعت تولید محلی در کارنامه مرکز ثبت گردیده است. پس از آن شاهد سیر صعودی تولیدات محلی صدای مرکز می‌باشیم. راه اندازی شبکه استانی صدای مرکز خلیج فارس با پخش روزانه ۱۴ ساعت برنامه در هشتم مرداد ۱۳۷۶ از مهم‌ترین دستاوردهای مرکز است.

### مطبوعات
استان هرمزگان دارای ۵۸ نشریه محلی است و دو نشریه صبح‌ساحل و دریا در گستره سراسری چاپ و توزیع می‌شوند. ندای هرمزگان، آوای خلیج‌فارس، بندر، صدف، سفیر جنوب، ارمغان بندر، دریای اندیشه، نگاه روز، آفتاب جنوب، شهروند هرمزگان، گامرون، مرجان و ندای جوان ازجمله نشریات محلی هرمزگان بوده که در قالب روزنامه، دو روزنامه، هفته‌نامه یا دو هفته‌نامه چاپ و منتشر می‌شوند.
همچنین اغلب خبرگزاری‌های اصلی کشور همچون ایرنا، خبرگزاری مهر، ایسنا،
خبرگزاری اقتصاد ایران و فارس در این استان نمایندگی دارند.

## ترابری و مسافربری

### فرودگاه
فرودگاه بین‌المللی بندرعباس که در شرق شهر قرار گرفته یکی از فرودگاه‌های پررفت‌وآمد کشور است روزانه پروازهای بسیاری به مقاصد داخلی و خارجی در آن آن انجام می‌شود. مقصد پروازهای بین‌المللی این فرودگاه دبی و جده (در زمان حج) است پروازهای داخلی نیز در مسیرهای بندرعباس به تهران، کیش، ابوموسی، چابهار، اصفهان، یزد، شیراز، رشت، مشهد، اهواز، کرمانشاه، ساری، تبریز و … انجام می‌شود.
در سال‌های حکومت پهلوی دوم از حدود سال ۱۳۳۹ تا ۱۳۴۶ ناوگان ترابری هوایی ایران که شامل هواپیمایی DC3 و DC6 بود در محلی بنام بندکناران واقع در ۲۵کیلومتری جاده کنونی بندرعباس سیرجان (باباغلام) اقدام به انجام پرواز می‌کرد.
از سال ۱۳۴۶ تا سال ۱۳۴۹ فرودگاه بندرعباس به محل دیگری که در بلوار جمهوری اسلامی ـ که هم‌اکنون به نام محله فرودگاه قدیم مشهور است و بخشی از بیمارستان شهید محمدی در آن واقع شده - انتقال یافت. کار ساخت فرودگاه کنونی که در سال ۱۳۴۹ ساخت باند آن به اتمام رسیده بود در سال ۱۳۵۰ پس از تکمیل پایانه و نصب کامل دستگاه‌های ناوبری این فرودگاه رسماً افتتاح شد.

### پایانه مسافربری
پایانه مسافربری خلیج فارس تنها پایانه مسافربری اتوبوسی شهر بندرعباس است که در محلهٔ نخل‌ناخدا و در بلوار خلیج‌فارس قرار دارد. روزانه از پایانه سفرهای متعددی به شهرهای مختلف کشور انجام می‌شود.

### شبکه راه‌آهن
راه‌آهن از دیگر محورهای ارتباطی که از نظر حجم مسافر و ترابری کالا به کلیه نقاط ایران درصد بالایی را به خود اختصاص داده است. از شهر بندرعباس روزانه چندین قطار مسافری و باری به مقصد تهران حرکت می‌کند. در طول هفته قطارهای دیگری هم به مقصد اصفهان و مشهد ویزدهم مسافران را جابجا می‌کند.

### پایانه سفرهای دریایی
بندر شهید حقانی بندرعباس بزرگ‌ترین پایانه مسافری دریایی ایران محسوب می‌شود که با ۴۰ فروند شناور استاندارد و پیشرفته و ظرفیت جابجایی همزمان افزون بر چهار هزار نفر را برای سفرهای دریایی دارد. شناورها از این بندر به جزایر قشم، هرمز و لارک رفت‌وآمد می‌کنند.

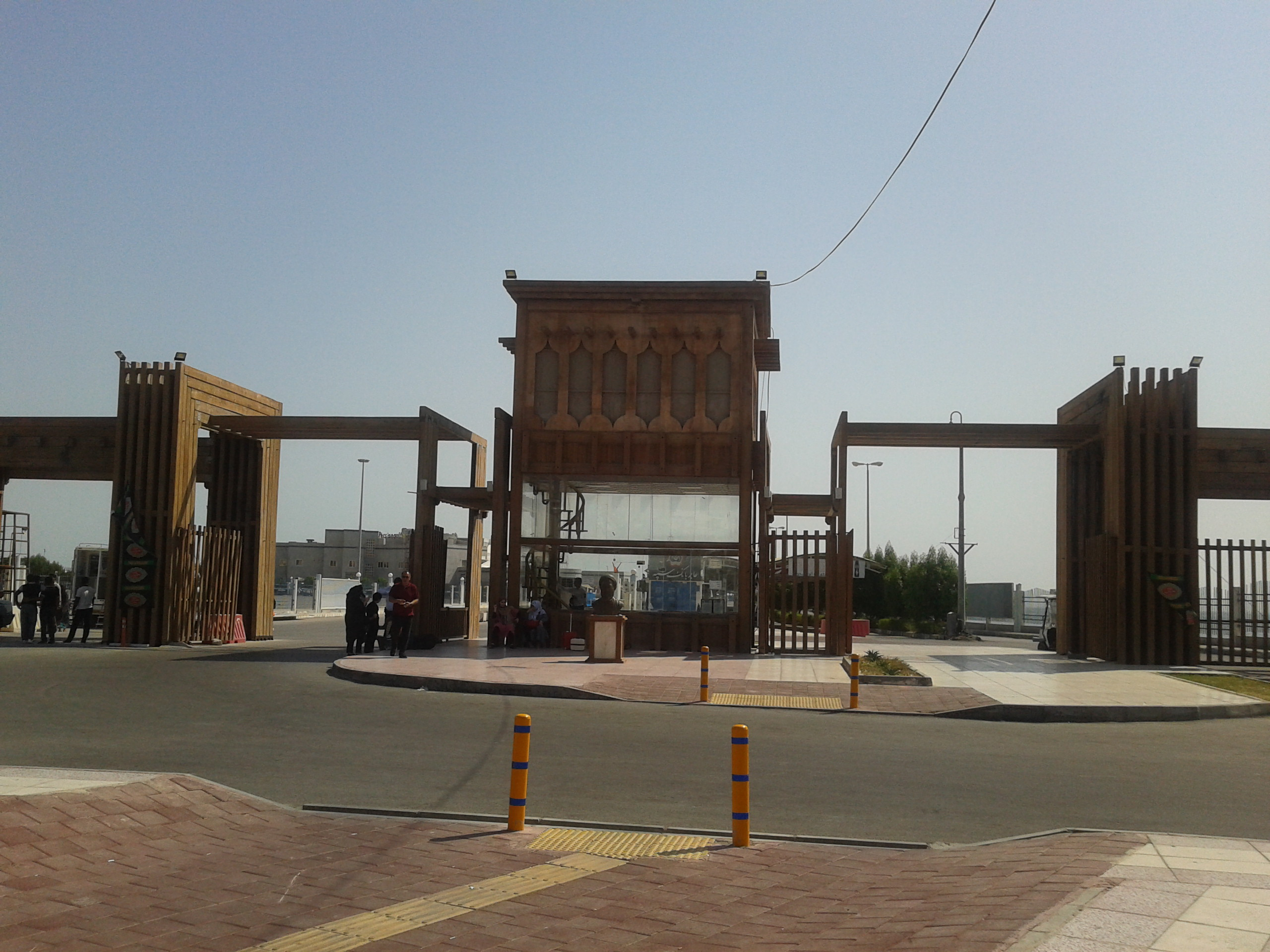
ورودی اسکله شهید حقانی
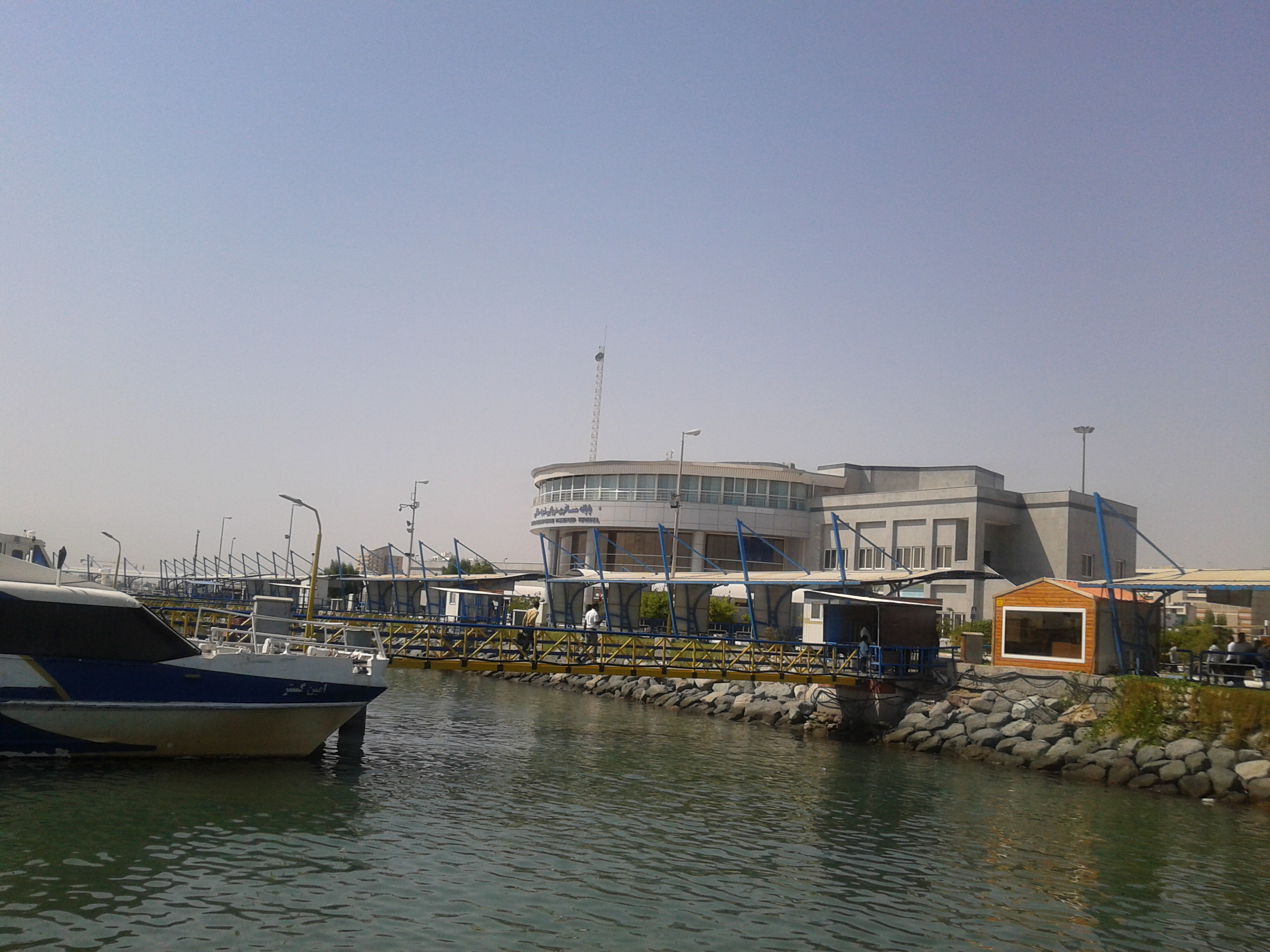
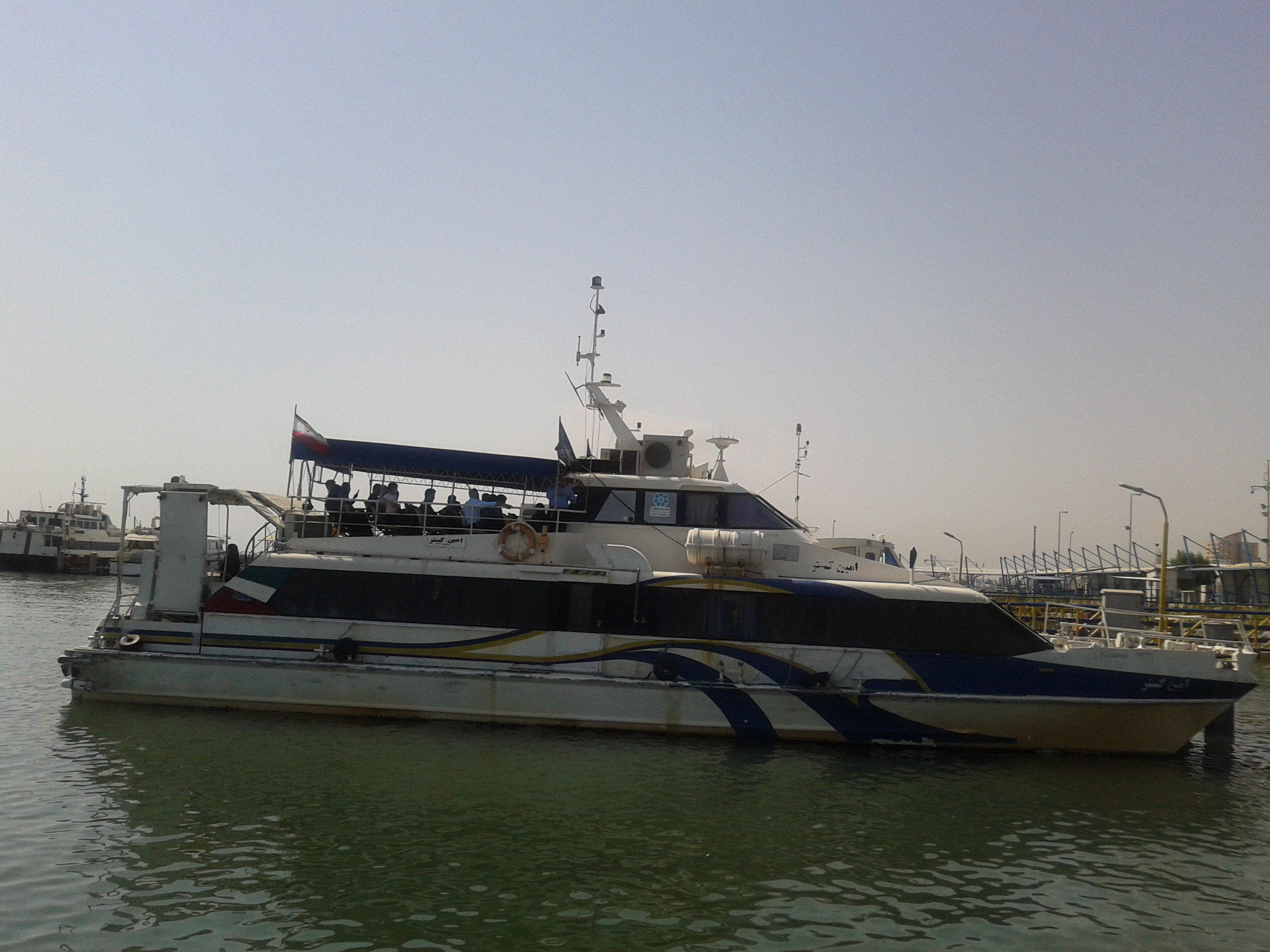
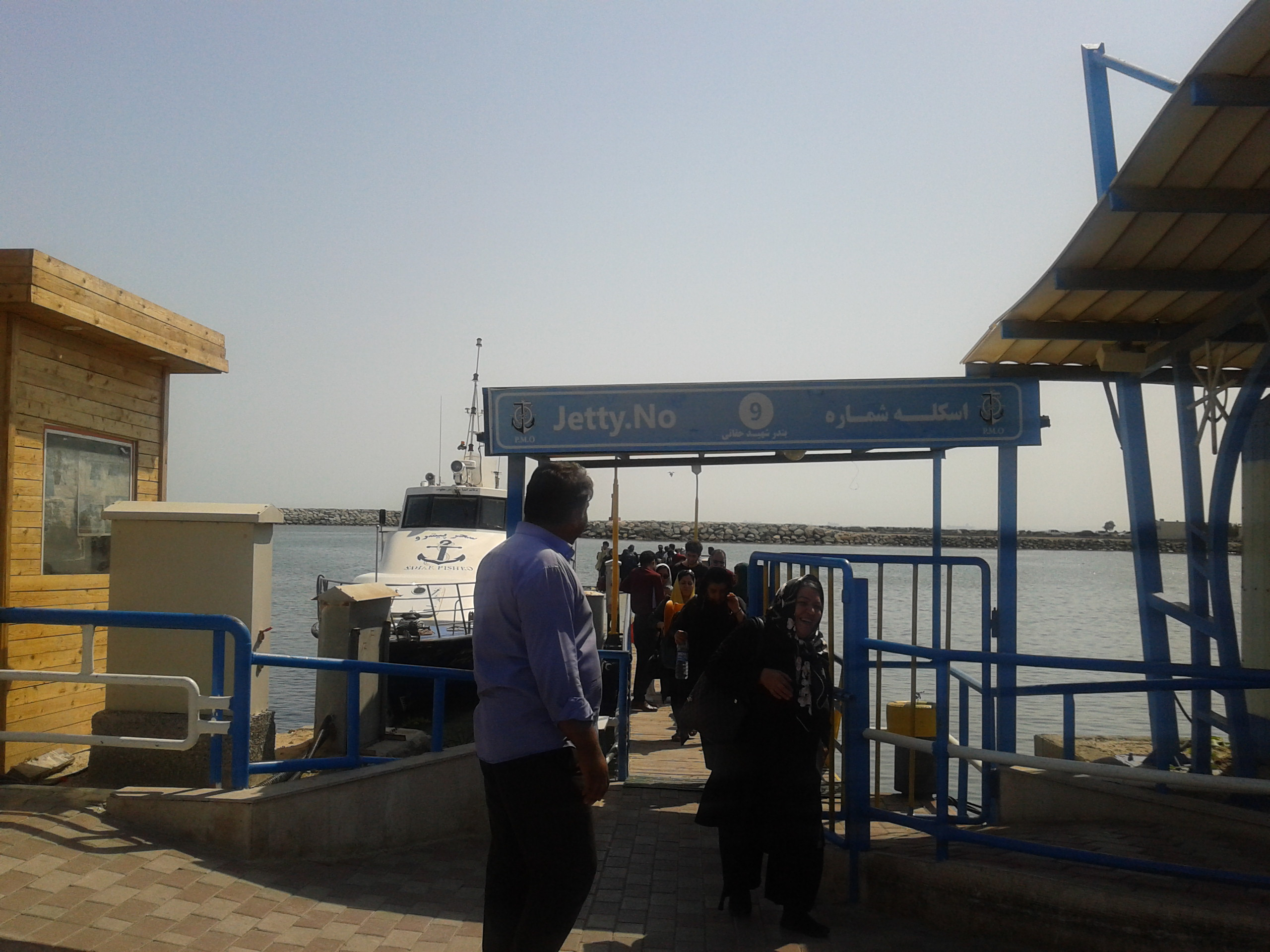

## بوستان‌ها
بندرعباس دارای بیش از ۱۷۰ بوستان‌های در نقاط مختلف شهر همچون مناطق ساحلی و محلات است. نام برخی از بوستان‌های بندرعباس عبارت است از:
| ردیف | مهم‌ترین‌ها             |
| ---- | --------------------- |
| ۱    | بوستان ساحلی دولت     |
| ۲    | بوستان ساحلی غدیر     |
| ۳    | بوستان ساحلی ولایت    |
| ۴    | بوستان ساحلی ورزش     |
| ۵    | بوستان ساحلی کپشکن    |
| ۶    | بوستان ساحلی جهانگردی |
| ۷    | بوستان ساحلی سورو     |
| ۸    | بوستان شهید دباغیان   |
| ۹    | بوستان ناصر عبداللهی  |

## هتل‌ها

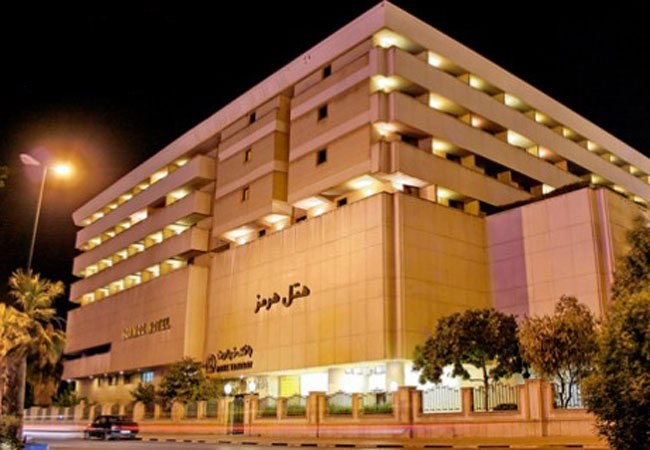
هتل بین‌المللی هرمز بندرعباس

بندرعباس به‌دلیل موقعیت خاص بازرگانی و توریستی خود دارای هتل‌های بزرگی است که عبارتند از:
- هتل بین‌المللی هرمز (۵ ستاره)
- هتل هما (۵ ستاره)
- هتل خلیج‌فارس (۵ ستاره)
- مجموعه هتل‌های آتیلار (۴ ستاره)
- هتل آپارتمان قدس
- هتل گلشهر
- هتل سعدی
- هتل حمزه
- هتل نقش‌جهان
- هتل آپادانا
- هتل دریا
- هتل کوثر
- هتل بوعلی سینا
- هتل امین
- هتل فروغ

## تولیدات
تنباکو، خرما، نارنگی، انبه، مرکبات، ارده، مسقطی، تولیدات صنعتی، نفت (و فراورده‌های آن)، گاز، مروارید، شیلات

## صادرات
ترانزیت کالا، خرما، مرکبات، شیلات، صادرات دوباره کالا، بندرعباس در گذشته محل صادرات ظروف چینی بوده و در اروپا (به ویژه در انگلیس) با نام گامبرون (gombroon) شناخته می‌شد.

## ورزش
تیم فوتبال پالایش نفت بندرعباس با سرمربی گری عبدالله ویسی در رقابت‌های لیگ ۱ کشور (جام آزادگان) فصل ۱۴۰۳_۱۴۰۴ حضور دارد.
نفتی‌ها پس از خرید امتیاز باشگاه استقلال ملاثانی برای اولین بار در این رقابت‌ها حاضر می‌شوند.
میزبانی این تیم در ورزشگاه ۲۰ هزار نفری خلیج فارس بندرعباس برگزار می‌شود. منبع رسانه فوتبال گمبرون
- تیم فوتبال شهرداری بندرعباس هم‌اکنون در لیگ دسته دوم ایران حضور دارد. این تیم که در سال ۱۳۸۵ از لیگ دسته اول شروع به فعالیت کرد در سال اول حضورش در لیگ تا آستانهٔ صعود به لیگ برتر هم رفت.[۵۵][۵۶]
- تیم فوتسال آذرخش بندرعباس از سال ۱۳۹۴ در لیگ برتر فوتسال باشگاه‌های ایران حضور دارد.[۵۷][۵۸]
- تیم تکواندو شهرداری بندرعباس در لیگ۹۰–۹۱قهرمان لیگ تکواندو شد.
- تیم فوتبال ساحلی یگانه امواج خروشان در لیگ۹۰–۹۱در گروه جنوب سوم شد و نتوانست به مرحله بالاتر راه یابد. این تیم در لیگ۹۱–۹۲با نام ویژن هرمزگان در مسابقات شرکت می‌کند.
- ورزش پاراگلایدر نیز در منطقه ساحلی این ناحیه طرفداران زیادی را به سمت خود می‌کشد.
- تیم دختران قایقرانی بندرعباس یکی از بهترین تیم‌های قایقرانی بانوان کشور می‌باشند و با چندین قهرمانی در سطح کشور و آسیا فعال می‌باشند همچنین بانوان بندرعباس با حمایت شرکت تایدواتر بندرعباس در بخش انفرادی قهرمان کشور شده‌اند.
- باشگاه فوتبال آلومینیوم هرمزگان یکی از تیم‌های فوتبال شهر بندرعباس بود که در فصل ۹۱–۹۲ در لیگ برتر حضور داشت. تیم والیبال این باشگاه نیز چندین در لیگ برتر ایران حضور داشت. با انحلال باشگاه ورزشی آلومینیوم هرمزگان؛ فعالیت این دو تیم هم متوقف شد.[۵۹][۶۰]

## سینما
هم‌اکنون بندرعباس دارای ۴ سینماست:
- سینما ستاره شهر
- سینما ستاره جنوب
- سینما غدیر
- سینما بندرعباس مال

سابقه وجود سینما در بندرعباس به هفتاد سال پیش برمی‌گردد. سینما مهتاب نخستین سالن نمایش فیلم بندرعباس بود که سال ۱۳۲۸ خورشیدی با سرمایه‌گذاری جمعی از بازرگانان در نزدیکی محل کنونی بازار بزرگ بندرعباس راه‌اندازی شد. این سینما ۲۰۰ نفر ظرفیت و هر هفته یک‌شب به زنان اختصاص داشت.
در سال ۱۳۳۴ سینما شهرزاد به‌عنوان نخستین سینمای مجهز و رسمی بندرعباس راه‌اندازی شد. پس از تخریب ساختمان این سینما در دهه ۱۳۸۰، مجتمع تجاری و سینما ستاره شهر به‌جای آن ساخته شده است.
سینما صحرا، سینمای بعدی بندرعباس و یکی از سینماهای مدرن منطقه جنوب بود که سال ۱۳۴۶ راه‌اندازی شد. این سینما پس از انقلاب به حوزه هنری سازمان تبلیغات اسلامی واگذار شد و به سینما انقلاب تغییرنام یافت. از حدود یک دهه پیش نیز این سینما با هدف بازسازی تخریب شد اما به‌جای آن چیزی ساخته نشده است.
سینما شهرنمایش واپسین سینمای مدرن بندرعباس در پیش از انقلاب بود که سال ۱۳۵۳ راه‌اندازی شد. ساختمان این سینما که پس از انقلاب به سازمان تبلیغات اسلامی واگذار شد وجود دارد اما تغییر کاربری داده است.
به موازات این سینماها، سینماهای دیگری در شهرک‌های مسکونی نیروی دریایی و نیروی هوایی ارتش در بندرعباس فعال بودند.

## سیاسی
جمهوری خلق چین اولین کنسولگری ایرانی خود را ۱۴۰۰ در شهر بندرعباس افتتاح کرد.